# Elecciones presidenciales de Ecuador de 1856
Las elecciones presidenciales de Ecuador de 1856 fue el proceso electoral el cual tuvo por objetivo la elección de un nuevo Presidente Constitucional de la República del Ecuador.

## Antecedentes
Elecciones convocadas por el presidente José María Urbina para escoger a su sucesor presidencial, bajo la Constitución de 1852.

## Desarrollo
En este año funcionó un sistema de representación indirecta, establecido por la Constitución de 1852. Los votos que constan en el cuadro corresponden a los consignados dentro del Colegio Electoral.
Los candidatos fueron: Francisco Robles por el partido oficialista liberal que obtuvo 514 votos, contra los liberales disidentes: Manuel Gómez de la Torre que obtuvo 292 votos, Manuel Bustamante que tuvo 37 votos y Francisco Aguirre Abad que obtuvo 9 votos.
Hubo nueve votos por otros candidatos. Robles asumió el cargo de Presidente Constitucional de la República el 15 de octubre de 1856.

## Candidatos y Resultados
| Partido | Presidente                         | Cargos importantes                                 | Votos | %     |
| ------- | ---------------------------------- | -------------------------------------------------- | ----- | ----- |
| Liberal | Francisco Robles García            | Ministro de Guerra (1855 - 1856)                   | 514   | 59.6% |
| Liberal | Manuel Gómez de la Torre Gangotena | Presidente de la Cámara del Senado (1854)          | 292   | 34.2% |
| Liberal | Manuel Bustamante del Mazo         | Presidente de la Cámara del Senado (1853) / (1855) | 9     | 4.29% |
| Liberal | Francisco Aguirre Abad             | Vicepresidente de la 6° Convención Nacional (1852) | 9     | 1%    |
| Otros   | Otros                              | Otros                                              | 9     | 1%    |

Fuente: 